# Эчеверриа, Эстебан Хосе
Эсте́бан Хосе́ Эчеверри́а Эспино́са (исп. Esteban José Echeverría Espinosa, 2 сентября 1805, Буэнос-Айрес — 19 января 1851, Монтевидео) — аргентинский политик-унитарий, мыслитель, поэт, писатель и социолог. Один из крупнейших представителей романтизма в литературе Латинской Америки XIX столетия.

## Биография
Эстебан Эчеверриа Эспиноса — уроженец Буэнос-Айреса. Сын испанского баска Хосе-Доминго Эчеверриа и аргентинки-портеньо Мартины Эспиноса.
Эстебан Эчеверриа учился сперва в университете Буэнос-Айреса, а затем, в течение 4 лет, в Париже, где познакомился с произведениями французских романтиков, поэзией Шиллера и Гёте. В тот же период подпал под сильное влияние идей европейского утопического социализма, особенно Сен-Симона. Принадлежал к «Поколению 1837 года», выступавшему против реакции, за освобождение национальной культуры от влияния колониального испанизма.
Вернувшись на родину в 1830 году, Эстебан Эчеверриа, совместно с Х. Б. Альберди основывает в 1838 г. тайную организацию «Молодая Аргентина» или «Майская ассоциация» (по аналогии с «Молодой Италией» Джузеппе Мадзини и в честь Майской революции 1810 года в Аргентине), поставившую своей задачей борьбу за «свободу, равенство и братство». В своём труде «Социалистическое учение Майской ассоциации» он излагает те идеи и принципы, на которых должна строиться политическая партия, призванная бороться за прогрессивное развитие страны. Под «прогрессом» здесь понимался жёсткий и последовательный унитаризм.
Спасаясь от преследований со стороны диктатора Хуана Мануэля де Росаса и «масорки», Э. Эчеверриа в 1841 году эмигрировал в Уругвай, где и умер в бедности от туберкулёза.